# Niederbieber (Helm)

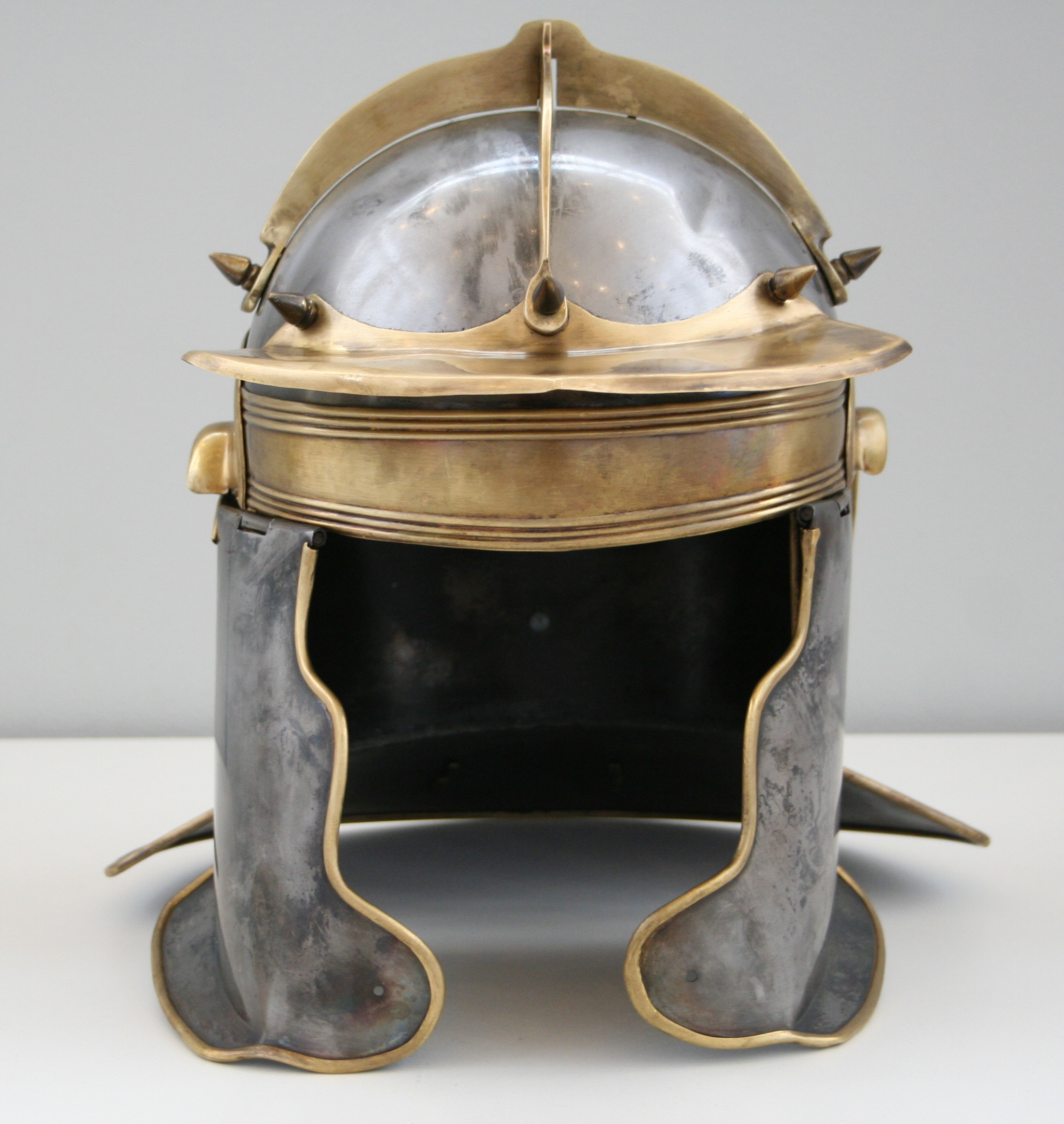
Replik eines Helms vom Typ Niederbieber

Der römische Helmtyp Niederbieber (auch Typ Rainau-Buch/Niederbieber genannt) war eine Schutzwaffe der Legionen und Hilfstruppen. Namensgebend war der Fundort des bis 259/260 n. Chr. zerstörten Kastells Niederbieber am Obergermanischen Limes. Helme dieser Art gelten als die späteste Form des typischen kaiserzeitlich-gallischen Helms vom Typ Weisenau, der ab der spätrepublikanischen Zeit im Fundgut greifbar wird. Der Typ Niederbieber war im späten 2. und im 3. Jahrhundert in Gebrauch. Während der Spätantike fanden dann völlig neue Helmformen Eingang in das römische Heerwesen.

## Beschreibung
Helme vom Typ Niederbieber bestehen aus Bronzeblech und besitzen eine verhältnismäßig flache Kalotte mit einer weit heruntergezogenen Nackenpartie. Der daran anschließende breite Nackenschutz ist flach und nach hinten abstehend abwärts gebogen. Auf der Kalotte befindet sich ein aus zwei Metallblechen gefertigter Kreuzbügel, der als verstärkender Schutz des Helmes einen Schlag von oben abgleiten lässt. Der Bügel, der über die Scheitellinie verläuft, beginnt an der Stirnpartie und endet im Nackenbereich. Er ist am vorderen und hinteren Ende mit je einer großen kegelförmigen Bronzeniete befestigt. Ein weiterer kleinerer Kamm verläuft von der rechten zur linken Helmseite und kreuzt am Scheitelpunkt den anderen Kamm. Die Enden des Kammes sind an der Kalotte angelötet. Die Ohrenregion ist weit ausgeschnitten und die Ränder sind rundlich abgestumpft, um die Ohren vor Verletzungen zu schützen. An der rechten und linken Seite sind breite Wangenklappen mit der Hilfe von Scharnieren angebracht. Zur Befestigung des Helms am Kopf des Trägers wurde ein Lederriemen durch Befestigungsringe unter dem Nackenschutz geschoben und anschließend nach vorne über Kreuz durch die Befestigungsösen am unteren Ende der Wangenklappen geführt und zuletzt verschnürt. Diese Dreipunktaufhängung war ein typisches Merkmal aller Weisenau-Helme und verhinderte, dass der Helm verrutschen oder verschoben werden konnte.
Dieser Helmtyp gilt als eher seltenes Fundobjekt und wird in der Wissenschaft unterschiedlich bewertet. Während der römischen Waffenexperten H. Russell Robinson den Niederbieber als Reiterhelm verstand, sah ihn Marcus Junkelmann als Infanteriehelm an. Heute wird hingegen meist angenommen, dass der Niederbieberhelm sowohl bei der Infanterie als auch der Kavallerie Verwendung fand. Neben den Modellen aus Rainau-Buch und Niederbieber gehört auch der Typ Niedermörmter zu den späten Modellen des Weisenau-Helms. Die schwergepanzerten Helme vom Typ Niederbieber mit ihren stark ausgeprägten, sich im Kinnbereich überlappenden Wangenklappen entstanden um 170 n. Chr. und wurden etwa ein Jahrhundert lang, bis zur Einführung der neuen spätantiken Helmformen, die mit den Spangenhelmen vom Typ Der-el-Medineh ab etwa 270 n. Chr. im Fundgut auftauchten, getragen.

## Herstellung
Seit dem Fund eines bronzenen Helms vom Typ Niederbieber, der offensichtlich als Halbfabrikat in einen Brunnen des Lagerdorfes von Rainau-Buch gelangte, hat die Forschung möglicherweise auch über den Ablauf eines Herstellungsprozesses Kenntnisse erlangt. Diesem Bronzehelm fehlen verschiedene Einzelteile, die in weiteren Arbeitsschritten hätten aufgebracht werden müssen. So der Tragehenkel auf dem breiten, abfallenden Nackenschirm, für den bereits die beiden Ösen angebracht waren, der gekreuzte Messingbügel auf der Kalotte und die bei dem Typ Niederbieber sehr ausgeprägte, weitausgestellte und zur Stirnmitte hin spitz zulaufende waagrechte Stirnleiste. Die für das Anbringen dieser Einzelteile notwendigen Bohrungen in der Kalotte waren ebenfalls noch nicht vorhanden. Die Lokalisierung einer entsprechenden Manufaktur gelang in Rainau-Buch jedoch nicht. Diese Deutung ist jedoch nicht unumstritten. Wie der Grabungsleiter in Rainau-Buch, Dieter Planck, betonte, wies der Helm seiner Meinung nach Gebrauchsspuren auf der Kalotte auf.